# Pteromalus pulchellus
Pteromalus pulchellus är en stekelart som beskrevs av Statz 1938. Pteromalus pulchellus ingår i släktet Pteromalus och familjen puppglanssteklar.
Artens utbredningsområde är Tyskland. Inga underarter finns listade i Catalogue of Life.